# Sospechoso cero
Sospechoso cero (Suspect Zero) es una película estadounidense dirigida por E. Elias Merhige en 2004, y protagonizada por Aaron Eckhart, Ben Kingsley, Harry Lennix y Carrie-Anne Moss
El neoyorquino E. Elias Merhigue (La sombra del vampiro) dirige este thriller psicológico que cuenta con un excelente trío protagonista: Aaron Eckhart (Paycheck, Erin Brockovich) encarna al agente Mackelway y Ben Kingsley (Gandhi) al asesino, Benjamin O'Ryan, y ambos mantienen un interesante duelo interpretativo. Completa el reparto Carrie-Anne Moss (Matrix), como la imperturbable compañera de Mackelway.

## Sinopsis
Se trata desde otro ángulo, la caza del asesino en serie. En este caso, el asesino en serie se dedica a matar a asesinos en serie, lo cual despista a los investigadores, al haber un gran número de sospechosos y tener que desentrañar cual es el sospechoso cero, el que asesina a todos los demás.
Primero fue Harold Speck, un vendedor de Nuevo México; luego, Barney Fulcher, un profesor; por último, el violento Raymond Starkey. Los tres han sido asesinados y el agente del FBI Thomas Mackelway es el encargado de resolver estos casos que, si bien al principio no parecen guardar relación, poco a poco se irán complicando y conectando. Por el camino, el asesino va dejando una serie de pistas escalofriantes y enloquecedoras que atormentan a Mackelway recordándole su pasado. Junto a Fran Kulock, su compañera, irán avanzando en el caso hasta dar con un claro sospechoso, Benjamin O'Ryan, un oscuro y enigmático personaje que tiene la habilidad de ir siempre un paso por delante de sus perseguidores hasta el punto de llegar a convertirlos en perseguidos, que fue entrenado en un programa especial del gobierno que permitió a agentes de élite conseguir meterse en el corazón y las mentes de los asesinos y sus víctimas. Ha realizado en el pasado una considerable cantidad de pruebas y experimentos científicos acerca de la telepatía, durante su permanencia en su unidad de inteligencia en el ejército de EE. UU. 
La película aborda las pruebas y las investigaciones secretas con técnicas poco convencionales realizadas en el siglo XX por el ejército, la CIA y los servicios de inteligencia de varios países y su aplicación práctica, como ha sido abordado en otras películas.